# Kymosin

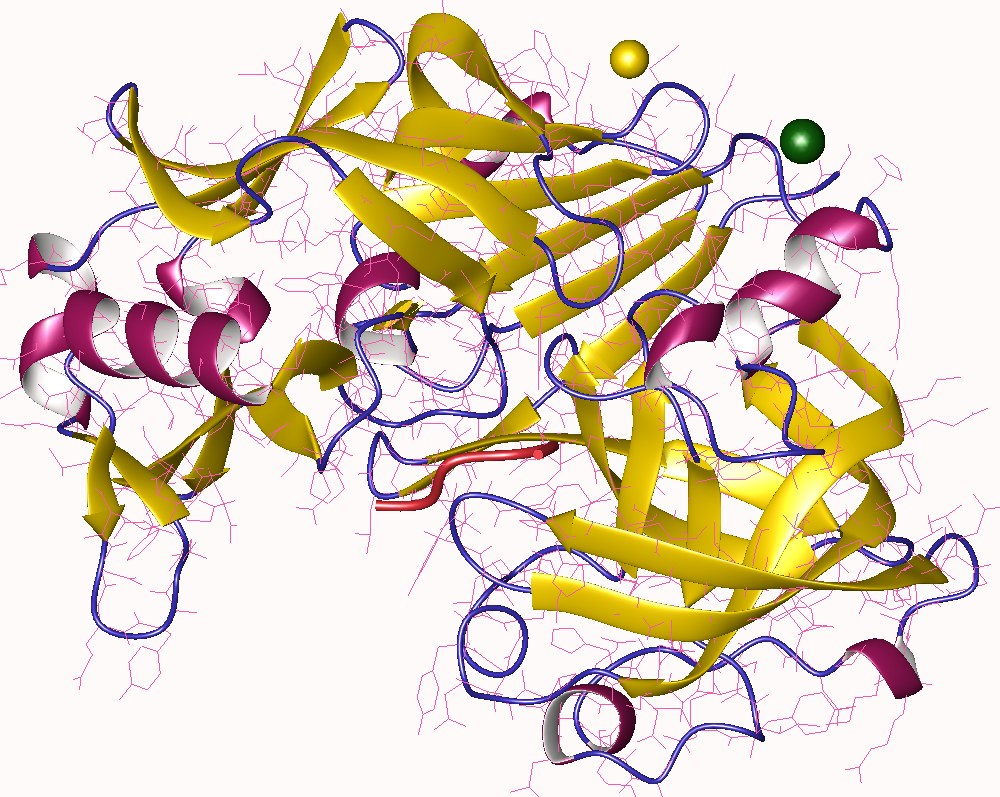
Kymosin, Bos taurus

Kymosin (av lat. chymus - "magsaft") eller rennin (av eng. rennet - "löpe") är ett enzym som ingår som aktiv ingrediens i löpe som används vid osttillverkning. Enzymet spjälkar (hydrolyserar) mjölkproteinet κ-kasein från kaseinmicellen. Detta leder till att mjölken kan koagulera. Samma enzym är det som startar nedbrytningen av α-kasein under ostlagring, något som leder till utvecklandet av vissa smaker hos osten.
Kymosin förekommer naturligt i löpmagen hos kalvar och andra unga idisslande däggdjur, men går numera att framställa direkt med hjälp av genmodifierade bakterier eller jästsvampar. Ersättning för animaliskt löpe tillverkas bland annat av kardon (cynara cardunculus).
Kymosin har EC-nummer 3.4.23.4.